# Călmățui
Călmățui – rzeka w południowej Rumunii (na Wołoszczyźnie). Lewy dopływ Dunaju. Długość - 145 km, powierzchnia zlewni - 820 km², większe dopływy - Negreasca, Rușavăț, Batogu (lewe), Strâmbeanu, Puturosu (prawe). Źródła na Wzgórzach Istrița na zachód od Buzău. Płynie na wschód, przecina Równinę Buzău i równinę Bărăgan, uchodzi do Dunaju koło wsi Stăncuța. 